# Joseph-Jean Merlot
Joseph Jean Mathieu Merlot (Seraing, 27 april 1913 - Luik, 21 januari 1969) was een Belgisch politicus, burgemeester  en minister voor de PSB.

## Levensloop
Merlot was de zoon van Joseph Merlot en was doctor in de rechten en licentiaat in de politieke en sociale wetenschappen. Hij werd advocaat en maakte tijdens de Tweede Wereldoorlog deel uit van het verzet. In 1947 werd hij burgemeester van Seraing ter opvolging van zijn vader en in 1954 werd hij tot volksvertegenwoordiger in het arrondissement Luik verkozen. Beide mandaten vervulde hij tot aan zijn dood. 
Beïnvloed door de Waalse Beweging, verdedigde Merlot  vanaf 1959 het idee van een Wallonië dat zijn weg zou vinden in een op te bouwen Europa. Na de winterstakingen van 1960-1961 trad hij toe tot de Mouvement Populaire Wallon van André Renard. 
Van 1961 tot 1962 was hij minister van openbare werken in de Regering-Lefèvre en werkte zo mee de taalgrens uit. Nadat de toen nog Luikse gemeente Voeren in 1962 naar de provincie Limburg overgeheveld werd, leidde dit tot zware protesten van de Luikse afdeling van de PSB. Kort nadien nam Merlot ontslag uit de regering. In 1965 werd hem gevraagd om opnieuw minister te worden, maar weigerde dit. 
Samen met Freddy Terwagne maakte Merlot een plan op dat ging over economische decentralisatie en de oprichting van de gewesten en probeerde de PSB ervan te overtuigen om dit in het partijprogramma te steken. Op grond hiervan werd hij in 1968 vice-eersteminister en minister van economische zaken in de Regering-G. Eyskens IV. Als minister zou Merlot zich bezighouden met de economische decentralisatie om zo de basis te leggen voor de Belgische federale staat. Hij bleef echter niet lang minister aangezien hij in 1969 onverwacht overleed aan de gevolgen van een verkeersongeval.